# Eupithecia uliata
Eupithecia uliata är en fjärilsart som beskrevs av Otto Staudinger 1897. Eupithecia uliata ingår i släktet Eupithecia och familjen mätare. Inga underarter finns listade i Catalogue of Life.